# Amiga CD32
Amiga CD32 (часто пишется как CD32 или CD32) — 32-разрядная игровая приставка на основе CD-ROM. Часто называется первой домашней 32-разрядной игровой системой во всем мире кроме Японии (см. FM Towns Marty). Её запуск состоялся в Музее науки в Лондоне (Великобритания) 16 июля 1993 года, в Европе — в сентябре 1993 года. В качестве основы CD32 использовался чипсет AGA от Commodore, а её характеристики были похожи на характеристики компьютера Amiga 1200. Была предусмотрена возможность дополнения CD32 клавиатурой, дисководом, жёстким диском и манипулятором «мышь», что превращало её в персональный компьютер. Также был доступен модуль декодирования MPEG-видео, предназначенный для воспроизведения Video CD.

## Запуск продаж и запрет на ввоз в США
CD32 поступила в продажу в Европе, Австралии, Бразилии и Канаде. Планировалось начать продажи в США, однако компания Commodore просрочила выплаты за использование патента Cad Track, результатом чего стал судебный иск и постановление федерального судьи о запрете для Commodore импорта на территорию США любых товаров. Вскоре после этого началась процедура банкротства компании, так что приставка CD32 никогда не продавалась в США легально (хотя и ввозилась в страну небольшими партиями с территории Канады; также некоторые торговые дома Великобритании позволяли покупателям из США оформлять заказ с трансконтинентальной доставкой). В рекордные сроки, спустя всего месяц после выхода CD32 на рынок, Commodore объявила о прекращении продаж и гарантийного обслуживания товара.

## Технические характеристики

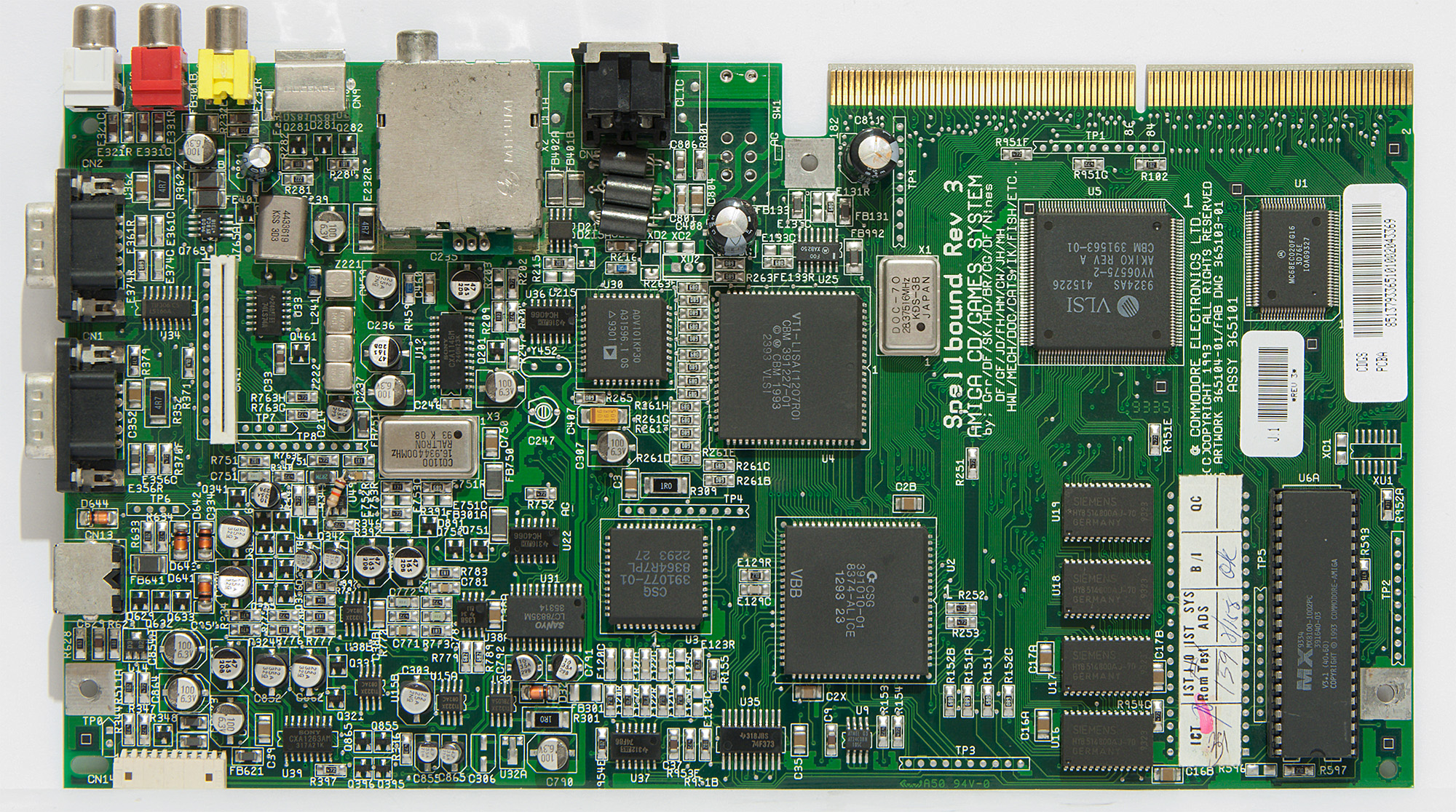
Материнская плата Amiga CD32

- Центральный процессор: Motorola 68020 (68EC020RC16) на частоте 14,3 МГц
- Системная память: 2 МБ «Amiga Chip RAM»
- ПЗУ: 1 МБ, содержащее Kickstart ROM 3.1 и встроенную поддержку файловой системы CDFS
- 1 КБ энергонезависимой памяти для сохранений в играх
- Чипсет AGA
- Чип Akiko, управляющий CD-ROM, а также расширяющий аппаратные функции графической системы
- Операционная система Amiga OS 3.1
- Двухскоростной CD-ROM
- Слот расширения для подключения акселератора, винчестера, платы аппаратного воспроизведения MPEG и популярных модулей расширения SX-1 и SX32
- Обычный для Amiga 14-битный стерео-звук
- Периферия: джойстик, мышь, клавиатурный порт, последовательный порт
- Вес: 1,44 кг

Для CD32 производились модули расширения, позволяющие использовать дополнительное оборудование, такое как: внешний 3,5" дисковод, винчестер, клавиатуру, а также множество внешних плат, например семплеры, генлоки и аппаратные проигрыватели MPEG. Таким образом, AmigaCD32 может быть расширена до практически полноценной Amiga 1200. Размеры модуля расширения SX-1 не соответствовали спецификациям Commodore, что требовало внутренний модификации консоли для правильной его установки. В более совершенном модуле SX-32 эти проблемы были устранены.
Компакт-диски для CD32 соответствуют стандарту ISO 9660 (level 2, mode 1). Диски, записанные с применением современных расширений ISO 9660, таких как Rock Ridge и Joliet, не смогут быть прочитаны на Amiga CD32.
Amiga CD32 (как и все прочие Amiga) имеет собственный стандарт на распайку аналогового джойстика и мыши, который, однако, совпадает с распайкой джойстиков от Sega Megadrive/Genesis, что в большинстве случаев допускает их замену.

## Программное обеспечение
На момент выпуска CD32 было готово две игры — Diggers, новая игра от Millennium Interactive, и Oscar от Flair. Amiga CD32 обратно совместима с Amiga CDTV. Однако некоторые старые CDTV-игры не запускались из-за того, что были рассчитаны на устаревший Kickstart.
Хотя консоль оставалась довольно успешной в течение всего времени производства, а в 1993 году была признана наиболее часто покупаемой CD-консолью, ей не удалось сохранить популярность. Через год после выпуска консоли произошло банкротство корпорации Commodore. В числе ошибок, называемых причиной банкротства, называют и то, что Commodore не сумела выполнить дополнительную поставку консолей для сезона отпусков. Существует мнение, что успешный сезон отпусков мог бы удержать Commodore на плаву ещё полгода. Другой проблемой было отсутствие оригинальных игр, которые не выходили ранее для Amiga. Большинство игр для CD32 представляют собой CD-версии игр с Amiga 1200, с добавлением видеозаставок и CDDA-звука.
В числе одной из причин банкротства называют проигранный патентный иск на 10 млн долларов, который привел к запрету продаж приставок в США.
Тем не менее большое количество поклонников ПК Amiga и несколько успешных игр, выпущенных для CD32, таких как Microcosm, Liberation: Captive 2, Simon the Sorcerer и Super Stardust, спасли консоль от полного забвения.

## Модули расширения
- Commodore CD32 Debug Board — последовательный, параллельный, IDE и дисководный порт, плата, выпускавшаяся Commodore для разработчиков игр;
- Commodore CD32 Game System 030 — процессор 68030 и MMU, для внутреннего пользования Commodore;
- DCE SX-32 — до 8 Мб ОЗУ (1 SIMM), RTC, параллельный, последовательный, IDE 2,5", дисководный, VGA (без скандаблера) и RGB-порт;
- DCE SX-32 Pro — процессор 68030/50 МГц, FPU 68882/50 МГц, до 64 Мб ОЗУ (1 SIMM), параллельный, последовательный, IDE, дисководный, клавиатурный, VGA и RGB-порт;
- DCE SX-32 Mk-II — обновлённый в 1996 году DCE SX-32, включает в себя поддержку PLCC FPU до 33 MHz;
- DCE SX-32 Mk-II Pro — обновлённый в 1996 году DCE SX-32 Pro, включает в себя аппаратный MPEG-проигрыватель;
- Elsat ProModule — частичная совместимость с Amiga 1200, FPU 68882/50 МГц, до 8 Мб ОЗУ (1 SIMM), параллельный, последовательный, IDE, дисководный, клавиатурный (PC AT) и RGB-порт. Имеет слот для подключения картриджей FMV;
- Microbotics SX-1 — частичная совместимость с Amiga 1200, до 8 Мб ОЗУ (1 SIMM), параллельный, последовательный, IDE (один для 2,5" и один для 3,5"), дисководный, клавиатурный (Amiga/PC AT), аудио (караоке) и RGB-порт. Имеет слот для подключения картриджей FMV;
- Paravision SX-1 — компания Paravision приобрела компанию Microbotics и продолжила выпуск SX-1 без изменений;
- Hi-Tech SX-1 — компания Hi-Tech приобрела компанию Paravision и продолжила выпуск SX-1 без изменений;

## Применение Amiga CD32
В 1993 году 109 консолей CD32 были установлены в лондонском музее транспорта в качестве информационных терминалов. Они предоставляли информацию, анимацию, изображения, звук и текст на нескольких языках. Эти системы были произведены компанией Index Information.
В 1995 году итальянская компания CD Express использовала Amiga CD32 для аркадного автомата «CUBO CD32». На аркадный автомат вышло 9 оригинальных игр от CD Express.